# Rokometno društvo Šmartno
Rokometno društvo Šmartno je slovenski rokometni klub iz Šmartnega pri Litiji. Njegova domača dvorana je športna dvorana Pungrt. Trenutno igra v slovenski drugi ligi imenovani 1. B moška državna rokometna liga. Klub je bil ustanovljen že leta 1965, a je bil nato leta  1999 prestrukturiran in preimenovan v Rokometno društvo Šmartno 99

## Strokovni štab
| FUNKCIJA                            | PODATKI          |
| Glavni trener članske ekipe         | Filip Gradišek   |
| Pomočnik trenerja                   | Aleš Šmejc       |
| Vodja ekipe                         | Borut Mandelj    |
| Trener mladinske ekipe              | Aleš Šmejc       |
| Trener kadetske ekipe               | Darko Šuštar     |
| Pom. trenerja kadetske ekipe        | Midhad Muratović |
| Trener starejših in mlajših dečkov  | Franci Zidar     |
| Pomočnik trenerja st. in ml. dečkov | Tone Justin      |
| Športni terapevt                    | Miha Perko       |

## Navijači
Organizirana navijaška skupina Rokometnega društva Herz Šmartno se imenuje Krokarji .